# Землетрясение к югу от Восточно-Тихоокеанского поднятия (2010)
Землетрясение магнитудой 6,3 произошло 7 марта 2010 года в 07:05:24 (UTC) в восточной части Тихого океана, к югу от Восточно-Тихоокеанского поднятия, в 1352,1 км к северо-северо-западу от Анга-Роа (остров Пасхи). Гипоцентр землетрясения располагался на глубине 18,0 километров.
В связи с удалённостью эпицентра от суши, в результате землетрясения никто не пострадал.

## Тектонические условия региона
Граница между Тихоокеанской плитой и плитой Наска непрерывно развивается благодаря частому и быстрому расширению морского дна в районе Восточно-Тихоокеанского поднятия, распространению сегментов подводного хребта, а также изменению количества микроплит. События спрединга могут инициироваться в перекрывающихся очагах, шириной всего в несколько километров, а также в пределах крупных трансформных разломов. Эта нестабильность сверхбыстрого Восточно-Тихоокеанского поднятия (англ. East Pacific Ridge, EPR), вероятно, является следствием наличия горячей тонкой литосферы в осевой области в сочетании с поднятием магмы, которое может изменяться во времени или пространстве. Это указывает на то, что продольный перенос магмы может быть эффективным при скоростях, соответствующих скоростям распространения, до 1000 мм/год. В первом приближении тектоническая сегментация хребта коррелирует с изменениями осевой морфологии и других физических параметров вдоль оси поднятия, что указывает на уменьшение магматического баланса вблизи смещений, превышающих несколько километров. Подобная корреляция между осевой сегментацией и вариациями физических характеристик в Срединно-Атлантическом хребте (MAR) обычно интерпретируется как указание на то, что апвеллинг мантии сфокусирован вблизи среднего сегмента на медленно распространяющихся хребтах (в трёх измерениях). Соответственно, мантийный апвеллинг может быть сфокусирован на дискретных интервалах вдоль сверхбыстрого Восточно-Тихоокеанского поднятия. Однако флуктуации характеристик вдоль оси Восточно-Тихоокеанского поднятия значительно слабее, чем на Срединно-Атлантическом хребте. Это было интерпретировано как сглаживание структурных изменений эффективным переносом материала, поднятого посредством сфокусированного апвеллинга, в мелкой коре и верхней мантии. В качестве альтернативы утверждается, что мантийный поток является по существу равномерным в центрах быстрого распространения морского дна вдоль оси поднятия (в двух измерениях). Учёные предполагают, что фактическая структура мантийного потока вдоль Восточно-Тихоокеанского поднятия сочетает в себе аспекты обеих моделей. Центры быстрого распространения могут сопровождаться вертикальным мантийным потоком почти непрерывно вдоль оси, но интенсивность этого апвеллинга может колебаться как во времени, так и в пространстве, следовательно, способствуя перемещению пород вдоль оси в направлении от наиболее магматически устойчивых областей.